# Route départementale 16 (Hautes-Pyrénées)
Pour les articles homonymes, voir Route départementale 16.

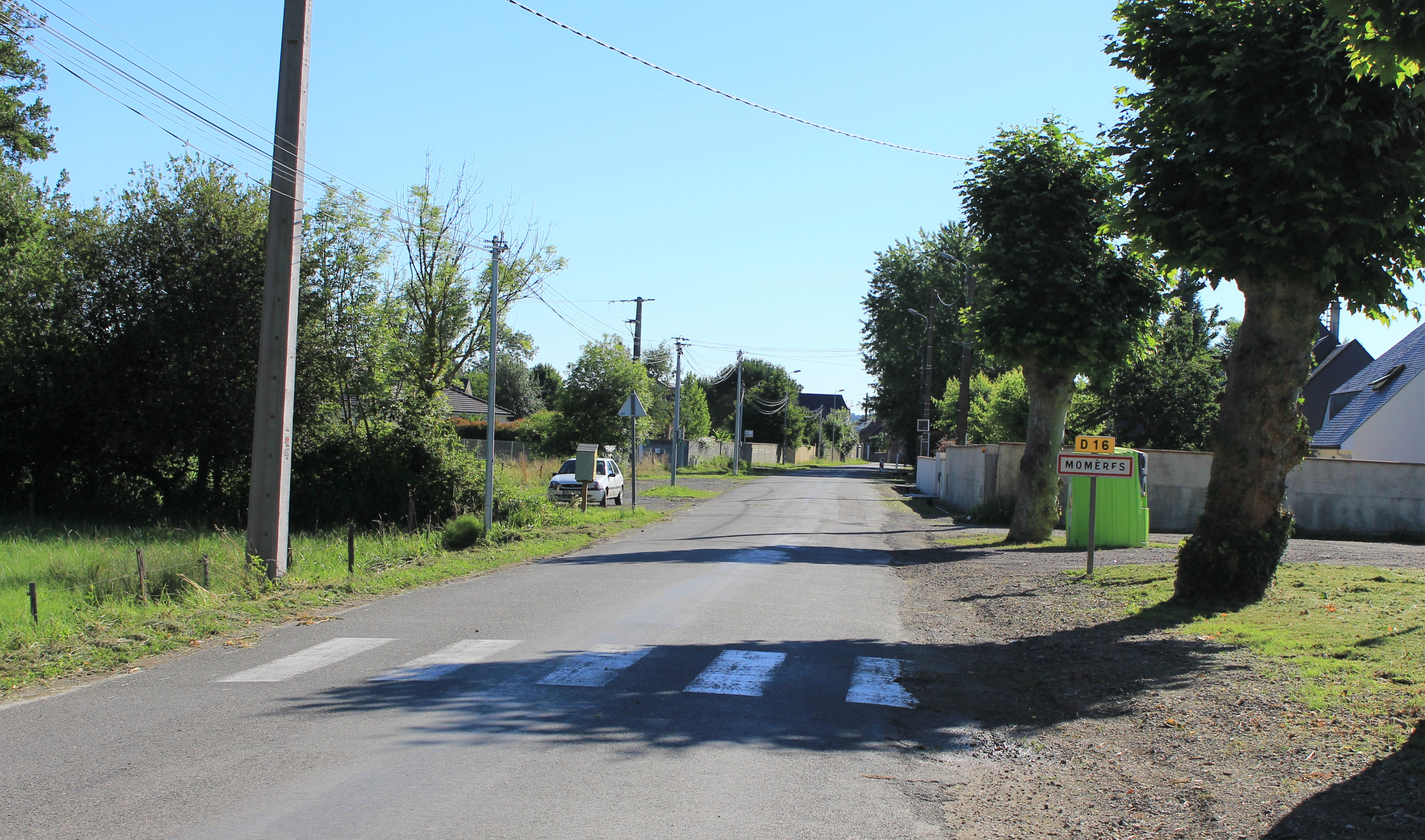
Traversée de Momères.

La route départementale 16, ou RD 16, est une route départementale des Hautes-Pyrénées reliant Ossun à Salles-Adour.

## Descriptif

### Longueur
L'itinéraire présente une longueur de 14,41 km.

### Nombre de voies
La RD 16 est sur la totalité de son tracé bidirectionnelle à deux voies.

### Tracé
La RD 16 traverse le département d'ouest en est à partir du bourg d'Ossun et rejoint le village de Salles-Adour.
Elle coupe la route départementale D 921 au niveau de Lanne et la route départementale D 935 au niveau de Momères.
Elle est entièrement dans le Pays de Tarbes et de la Haute Bigorre et dans la communauté d'agglomération Tarbes-Lourdes-Pyrénées.

## Communes traversées
- Ossun
- Lanne
- Bénac
- Lanne
- Hibarette
- Saint-Martin
- Momères
- Bernac-Debat
- Allier
- Salles-Adour

## Gestion, entretien et exploitation

### Organisation territoriale
En 2021, les services routiers départementaux sont organisés en cinq agences techniques départementales et 25 centres d'exploitation qui ont pour responsabilité l’entretien et l’exploitation des routes départementales de leur territoire. 
La RD 16 dépend de l'agence des Pays de Tarbes et de la Haute Bigorre et du centre d'exploitation de Tarbes.

### Exploitation
En saison hivernale, le département publie une carte des conditions de circulation (C1 circulation normale, C2 délicate, C3 difficile, C4 impossible).